# Nye ver, nye bojszja
A Nye ver, nye bojszja (oroszul: Не верь, не бойся; angolul Don't trust, don't fear; magyarul Ne higgy, ne félj) más néven Nye ver, nye bojszja, nye prosi (Don't Trust, Don't Fear, Don't Beg; Ne higgy, ne félj, ne kérlelj). Ezzel a dallal lépett fel a t.A.T.u együttes a 2003-as Eurovíziós Dalfesztiválon, amelyen a harmadik helyezést érték el.
A dal először a 200 km/h in the Wrong Lane albumon jelent meg 2003 májusában, majd még abban az évben a t.A.T.u. Remixes albumon. 2006-ban a The Besten is megjelent.

## Videóklip
A dalnak a klipje olyan videókat tartalmazza amelyek háborúkat, baleseteket mutat meg.

## 2003-as Eurovíziós Dalfesztivál
A t.A.T.u ezzel a dallal képviselte Oroszországot az Eurovíziós Dalfesztiválon. A május 24-én rendezett döntőben a fellépési sorrendben tizenegyedikként adták elő, a német Lou Let's Get Happy című dala után, és a spanyol Beth Dime című dala előtt. A szavazás során százhatvannégy pontot szerzett, mely – mindössze három ponttal a győztes dal mögött – a harmadik helyet érte a huszonhat fős mezőnyben.

## Értékelések
| Ország                | Helyezés |
| --------------------- | -------- |
| Latvian Airplay Chart | 14       |